# Скиту Хадамбулуј (Јаши)
Скиту Хадамбулуј (рум. Schitu Hadâmbului) насеље је у Румунији у округу Јаши у општини Мироњаса. Oпштина се налази на надморској висини од 380 m.

## Становништво
Према подацима из 2002. године у насељу је живело 113 становника, од којих су сви румунске националности.